# キイロネクイハムシ
キイロネクイハムシ(Macroplea japana)はハムシ科の昆虫の1つ。
ハムシ科キイロネクイハムシ属の1種で日本固有種。
同じ属のキタキイロネクイハムシ(M. mutica)の亜種に分類されることもある。

## 特徴
体長は4.2～4.5mm。

## 生態
生息地は平地または山裾の池や沼で、スゲ類を食草とする。

## 分布
中国東部、ロシア沿海州などで見られる。
かつては本州、九州、沖縄に知られており、環境省第4次レッドリストによれば日本では絶滅したとみられていた。
しかし、2022年7月14日、滋賀県琵琶湖で発見したと、京都大学加藤真教授（生態学）らが発表した
。これまで1962年に福岡市香椎で採集された1頭が日本での最後の記録だったので、
国内で確認されるのは60年ぶりとなる。